# Iwan Stepanowitsch Ramburg
Iwan (Johann) Stepanowitsch Ramburg (Rambour) (russisch Иван Степанович Рамбург; * 29. Septemberjul. / 10. Oktober 1701greg. in Moskau; † 4. Junijul. / 15. Juni 1789greg. in St. Petersburg) war ein russischer Schiffbauer.

## Leben
Ramburgs französischer Vater Stéphane Rambour war Tanzlehrer am Moskauer Gymnasium des Pastors Ernst Glück und Tanzmeister am Hof Peters I. Er unterrichtete die Töchter Peters I. Anna Petrowna und Jelisaweta Petrowna und Peters I. Nichten und zählte auch seinen Sohn Iwan zu seinen Schülern.

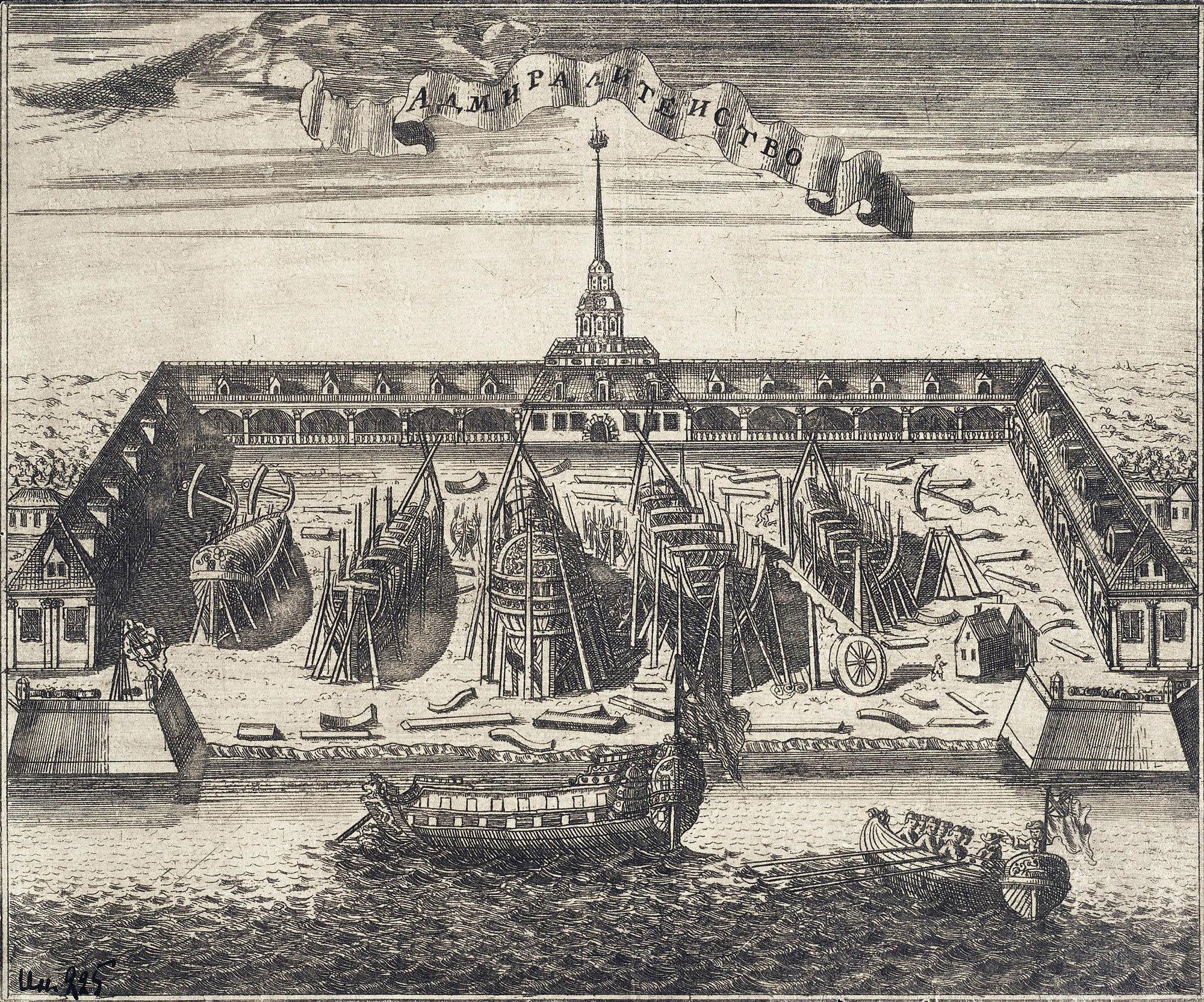
Admiralitätswerft St. Petersburg (A. Subow, 1716)

Ramburg wurde 1715 von seinem Vater als Schiffbau-Lehrling nach St. Petersburg auf die Admiralitätswerft geschickt. Ramburg kam sofort in das Kommando des Linienschiff-Meisters Fedossei Skljajew, der nach Zeichnungen Peters I. und unter dessen Kontrolle das 90-Kanonen-Linienschiff Lesnoje baute. Als 1717 mit Ukas Peters I. die Admiralitätsschule für die Ausbildung russischer Schiffbauer eröffnet wurde, gehörte Ramburg zu den ersten Schülern. 1718 wurde er zum Draftsman ernannt und wurde mit seinem Mitschüler Gawriil Okunew Lehrling Joseph Pangallos (Sohn des französischen Schiffbauers Blaise-Antoine Pangallo), der 1716 aus Pommern kommend in den russischen Dienst getreten war. 1718–1719 waren Ramburg und Okunew unter der Leitung Joseph Pangallos am Umbau des 54-Kanonen-Linienschiffs Poltawa beteiligt. Es folgte der Bau, der Umbau und die Generalüberholung weiterer Linienschiffe. Nach Joseph Pangallos Tod 1722 war Joseph Nye ihr Lehrer.
Ramburg und Okunew wurden von Peter I. in sein Kommando für den Bau des 100-Kanonen-Linienschiffs aufgenommen, das Peter I. im Sommer 1723 selbst auf Kiel legte und das nach seinem Tod den Namen Peter I. und II. erhielt. 1724 wurden sie von Peter I. nach Frankreich geschickt, um die französischen Linienschiffbau-Methoden zu erlernen. Sieben Jahre lang lernten sie auf den Werften in Marseille, Toulon, Bordeaux, Brest, Le Havre und anderen Häfen die Methoden zur Sicherstellung der Längsstabilität der Linienschiffe kennen. Zum Abschluss ihrer Studien führten sie ihre gebauten Schiffe vor, bestanden ihre Prüfungen mit Auszeichnung und erhielten Diplome ihrer französischen Lehrer. Nach der Rückkehr Ende 1730 beauftragte sie das St. Petersburger Admiralitätskollegium mit dem Bau einer 32-Kanonen-Fregatte zur Prüfung der französischen Bauweise. Sie legten die Fregatte im Dezember 1731 in der St. Petersburger Admiralitätswerft auf Kiel. Sie benutzten erstmals in Russland eiserne Querspanten und Querstege und ordneten die Planken diagonal an. Im Mai 1733 lief die Fregatte von Stapel und wurde entsprechend dem Senatsukas getestet, wobei sie sich einer herkömmlichen Fregatte als überlegen erwies. Darauf wurde die Fregatte als Mitau in die Baltische Flotte übernommen. Von Kaiserin Anna bekamen sie eine Kleidungstuchgarnitur und 300 Rubel.
Nach diesem Erfolg erhielten Ramburg und Okunew vom Admiralitätskollegium den Auftrag, unabhängig voneinander jeweils ein 54-Kanonen-Linienschiff nach den Maßgaben Peters I., aber entsprechend dem französischen System oder besser zu entwerfen. Das Admiralitätskollegium prüfte und genehmigte die Entwürfe und beschloss den Bau je eines Schiffs. Ramburg legte im April 1734 die Asow auf Kiel, die im November 1736 von Stapel lief. Für den Stapellauf benutzte Ramburg erstmals in Russland die französische Methoden mit Seilen. Die anwesenden Linienschiff-Meister hielten die Neuerung für gefährlich und reichten eine Beschwerde gegen Ramburg ein. Ausgewählt wurden für die Überprüfung der Angelegenheit Richard Rams, der gegen die Neuerung war, und Okunew, der die neue Methode wegen ihrer Vorteile befürwortete. Bei der Erprobung zeigte Ramburgs Schiff gute Segeleigenschaften und blieb 16 Jahre lang im Flottendienst, was die damaligen Standards übertraf. Ramburg erhielt für das Schiff ein Extra-Jahresgehalt.
Im Juni 1735 wurde Ranburg zum Linienschiff-Meister im Rang eines Majors mit einem Jahresgehalt von 600 Rubel befördert und im Februar 1737 zum Rat der Intendantur-Expedition ernannt. Auf seine Initiative wurden 1739 die eisernen Querspanten in den Schiffbau eingeführt. Darauf wurde er zum Rat der Werften- und Bau-Expedition ernannt. Er leitete im Kontor des Kronstädter Hafens die Instandhaltung der Schiffe mit einem Jahresgehalt von 1000 Rubel. Er wurde 1741 zum Oberst befördert.
Aufgrund eines Protests Ramburgs wurde der Linienschiff-Untermeister Kusma Ostrezow auf Veranlassung des Präsidenten des Admiralitätskollegiums Graf Nikolai Golowin verhaftet und vor Gericht gestellt. Der Anlass war Ostrezows Bericht an Kaiserin Elisabeth über die Missstände in der Flotte und der Admiralität, die leeren Magazine, den schlechten Zustand des Kronstädter Hafens, die schlechte Behandlung der Männer in der Flotte und auf den Werften und die Belastungen der Staatskasse. 1743 wurde gegen Ostrezow ermittelt, und nach Abschluss der Ermittlungen wurde er nach Irkutsk verbannt.

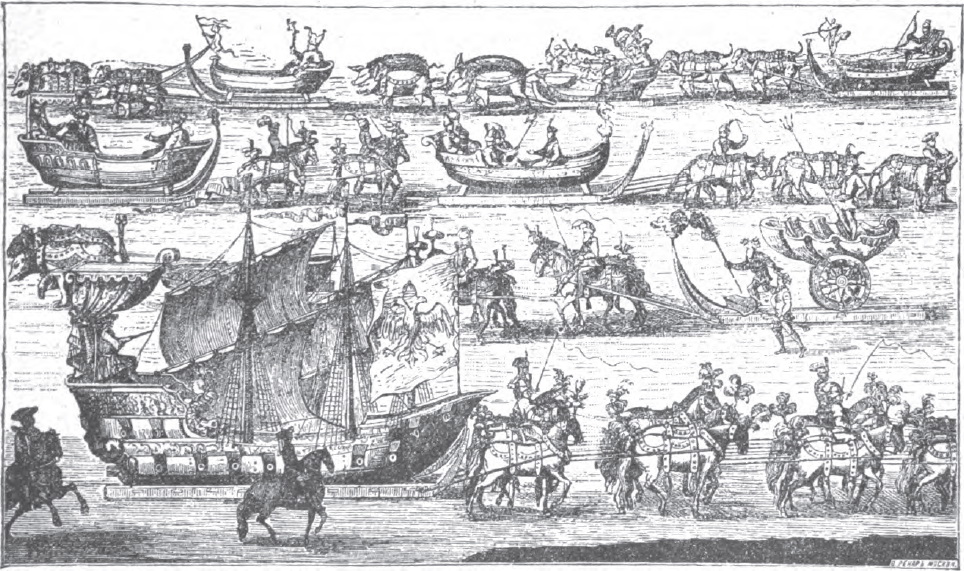
Maskerade-Umzug Moskau 1722

Ranburg wurde 1744 nach Moskau geschickt, um das Maskerade-Schiff instand zu setzen, das im Maskerade-Umzug zur Feier des Friedens von Nystad mitgeführt und seitdem in einem Hangar beim Sucharew-Turm für Übungen und Umzüge aufbewahrt wurde. Im Oktober 1747 legte er in der St. Petersburger Admiralitätswerft das 66-Kanonen-Linienschiff Heiliger Johannes Chrysostomos auf Kiel, dessen Abmessungen er gegenüber den herkömmlichen Abmessungen verändert hatte. Gegen Kritik und Widerstände realisierte er sein Projekt, so dass das Schiff im Mai 1749 von Stapel lief, von der Baltischen Flotte übernommen und später im Siebenjährigen Krieg eingesetzt wurde. Darauf wurde er in die Provinz Galitsch geschickt, um Schiffsholz zu inventarisieren. 1750 überwachte er in der Kasaner Admiralität die Zubereitung des Schiffsholzes und den Bau von Schiffen. 1754 kehrte er nach St. Petersburg zurück und gehörte dem Kontor des Ober-Sarwajers (5. Rangklasse) an. Im Mai 1757 wurde er zum Brigadier befördert.
1759 legte Ramburg das 80-Kanonen-Linienschiff Kir Ioann auf Kiel, das ursprünglich Friedrich Rex heißen sollte und 1762 von Stapel lief. Im Mai 1762 wurde er zum Generalmajor befördert und dem Admiralitätskollegium zugeordnet. Im Juni 1764 wurde er Generalkassenwart des Admiralitätskollegiums. Zum Ende des Jahres 1765 wurde er als Generalleutnant in den Ruhestand versetzt.
Ramburg war mit Domna Fjodorowna geborene Jelezkaja (1722–1800) verheiratet und hatte den Sohn Alexander (* 1758), der Generalmajor wurde.
Ramburg starb am 15. Juni 1789. Am 21. Juni 2019 wurde auf dem St. Petersburger Lutherischen Smolensker Friedhof eine Grabplatte mit Ramburgs Namen und Lebensdaten in deutscher und russischer Sprache entdeckt.